# På en bänk i en park
På en bänk i en park är en svensk kriminaldramafilm från 1960 i regi av Hasse Ekman. Ekman skrev även manuset och spelade en av huvudrollerna, tillsammans med Sigge Fürst, Bengt Ekerot och Lena Granhagen. 

## Handling
Sam Persson har tidigare arbetat som musiker, men har de senaste åren vistats på mentalsjukhus. När han blir utskriven läser han i tidningen att hans skolkamrat Stig Brender under tiden har hunnit bli ett stort namn inom teatern. 
Persson har fått för sig att det är Brender som är orsaken till alla olyckor som drabbat honom och det har resulterat i hatkänslor. Persson söker upp Brender på Kungsteatern en kväll och försöker slå ihjäl honom med en hammare, under bråket faller istället Persson död till golvet. Brender undviker att ringa polisen för att inte bli misstänkt för händelsen och få negativ publicitet inför premiären av en teaterföreställning och placerar istället ut liket på en bänk i en park.   
En ring av misstankar dras samman kring Stig Brender alltmer, under det att polisens arbete fortskrider och han försöker desperat göra sig av med bevismaterial som skulle kunna binda honom vid Perssons död. Då det råkar vara Valborgsmässoafton får han för sig att använda majelden som gömma, så elden kan sluka föremålen. Men ingenting går riktigt som Brender planerat...

## Rollista i urval
- Hasse Ekman - Stig Brender, teaterchef
- Sigge Fürst - Envall, poliskommissarie
- Bengt Ekerot - Sam Persson, Sampe, f.d. restaurangmusiker
- Lena Granhagen - Lena Vendel, Stig Brenders hustru
- Ragnar Arvedson - Axel Forselius, skådespelare
- Torsten Lilliecrona - teaterregissören
- Olof Sandborg - lektor Strandmark
- Fylgia Zadig - fru Conelli
- Yngve Nordwall - docent Fris
- Gertrud Danielsson - fru Johansson
- John Norrman - Piss-Oskar
- Manne Grünberger - herr Victorin
- Eric Stolpe - nasaren
- Allan Edwall - en skummis
- Gunnar Olsson - kyrkoherde Gustaf Andreas Wallin
- Claes Esphagen - Dahlman
- Folke Asplund - Nicke
- Åke Wästersjö - Nicklasson
- Marrit Ohlsson - expedit på Centralen
- Svea Holst - expedit på Centralen
- Astrid Bodin - Berglärkan
- Kaj Nohrborg - redaktör Mac Norling
- Ragnar Klange - en skådespelare
- Gösta Krantz - Sten

## Tillkomst
Filmfotograf var Martin Bodin, arkitekt P.A. Lundgren och filmen spelades in i Filmstaden i Råsunda. Ledmotivet skrev Hasse Ekman själv och dirigent var Eskil Eckert-Lundin.

## Visningar
Filmen premiärvisades den 19 december 1960 på biograf Spegeln i Stockholm.

## Filmmusik i urval
- "På en bänk i en park", kompositör och text Hasse Ekman, sång Lena Granhagen
- "Nu ska vi opp opp", kompositör Jules Sylvain, text Gösta Stevens
- "Blood and thunder", kompositör Ronald Hanmer, instrumental
- "Les patineurs", kompositör Émile Waldteufel, instrumental

## DVD
Filmen gavs ut på DVD 2017.